# NGC 1589
NGC 1589 (другие обозначения — UGC 3065, MCG 0-12-38, ZWG 393.30, PGC 15342) — галактика в созвездии Телец.
Этот объект входит в число перечисленных в оригинальной редакции «Нового общего каталога».
Галактический диск NGC 1589 наблюдается с ребра. Чаще всего в таких галактиках заметен балдж в виде сферической выпуклости, но эта одна из немногих галактик, в которой хорошо различима выпуклость в виде вытянутого прямоугольника.
В 2010 году в NGC 1589 был обнаружен выброс оптического излучения из ядра, однако оно не является активным.
В галактике вспыхнула сверхновая SN 2001eb типа Ia, её пиковая видимая звёздная величина составила 16,3.
Галактика NGC 1589 входит в состав группы галактик NGC 1589. Помимо NGC 1589 в группу также входят ещё 9 галактик.